# Bilião
Um bilhão (português brasileiro) ou bilião (português europeu) é um número com duas definições distintas:
- 1 000 000 000, isto é, mil milhões, ou 109 (dez elevado à nona potência), conforme definido na pequena escala. Este é atualmente o significado no inglês britânico e americano.[1][2]
- 1 000 000 000 000, ou seja, um milhão de milhões, ou 1012 (dez elevado à décima segunda potência), conforme definido na escala longa. Isso é mil vezes maior que o bilião de pequena escala e equivalente ao trilhão de pequena escala. Esta é a definição histórica de um bilião no inglês britânico.

O inglês americano adotou a definição em pequena escala que o sistema francês adotou por um período muito reduzido de tempo até adotar subsequentemente o sistema ISO como normalização científica europeia. O Reino Unido utilizou o bilhão de longa escala até 1974, quando o governo mudou oficialmente para a curta escala, mas desde os anos 1950 a pequena escala já era cada vez mais usada em redação técnica e jornalismo; a definição de longa escala ainda desfruta de algum uso limitado no Reino Unido.
Outros países usam a palavra bilião (ou cognatos) para denotar tanto o bilhão de longa quanto a curta escala. Para detalhes, consulte Escalas longas e curtas - Uso atual.

## História
Segundo o Oxford English Dictionary, a palavra bilhão foi formada no século XVI (de milhões e o prefixo bi-, "dois"), significando a segunda potência de um milhão (1 000 000² = 1 000 000 000 000). Essa definição de longa escala foi aplicada de maneira semelhante a triliões, quadriliões e assim por diante. As palavras eram originalmente francesas e entraram em inglês por volta do final do século XVII. Mais tarde, os aritméticos franceses mudaram os significados das palavras, adotando a definição em escala curta, na qual três zeros, em vez de seis, eram adicionados a cada etapa, de modo que um bilião passou a indicar mil milhões (10), um trilião (10) e assim em. Essa nova convenção foi adotada nos Estados Unidos no século 19, mas a Grã-Bretanha manteve o uso original em larga escala. A França, por sua vez, reverteu à longa escala em 1948.
Na Grã-Bretanha, no entanto, sob a influência do uso americano, a escala reduzida passou a ser cada vez mais usada. Em 1974, o primeiro ministro Harold Wilson confirmou que o governo usaria a palavra bilião apenas em seu significado de pequena escala (mil milhões). Em uma resposta escrita ao deputado Robin Maxwell-Hyslop, que perguntou se o uso oficial estaria em conformidade com o significado britânico tradicional de um milhão de milhões, Wilson afirmou: "Não. A palavra 'bilião' agora é usada internacionalmente para significar 1 000 milhões e seria seria confuso se os ministros britânicos o usassem noutro sentido. Aceito que ainda possa ser interpretado neste país como 1 milhão de milhões e pedirei aos meus colegas que garantam que, se o usarem, não haja ambiguidade quanto ao seu significado".
Na lusofonia, existem também diferenças entre o português europeu, que usa a escala longa, e português brasileiro, que usa a escala curta: em Portugal, a grafia é "bilião", enquanto no Brasil é "bilhão".